# Isaac Sinkot
Isaac Gilbert Sinkot (11 luglio 1954) è un dirigente sportivo, allenatore di calcio ed ex calciatore camerunese, di ruolo centrocampista.

## Carriera

### Calciatore

#### Club
Dal 1981 al 1987 ha giocato nell'Union Douala, con cui ha vinto la Coppa delle Coppe d'Africa 1981, battendo in finale i nigeriani del Stationery Stores. In patria con l'Union ha vinto una Coppa del Camerun nel 1985. In patria ha inoltre giocato con la Dynamo Douala.

#### Nazionale
Con la nazionale del Camerun ha partecipato a due edizioni Coppa delle nazioni africane. Si aggiudica con i leoni indomabili la Coppa delle nazioni africane 1984, battendo in finale, nella quale giocò titolare, la Nigeria. Con René Ndjeya, François Ndoumbé e Charles Toubé formò una insuperabile difesa che contribuì in maniera determinante alla vittoria finale. Anche nell'edizione seguente, disputatasi in Egitto, raggiunse la finale del torneo, anch'essa giocata da titolare, perdendola però contro i padroni di casa ai rigori.
Con la nazionale olimpica partecipa al torneo calcistico della XXIII Olimpiade, disputatosi a Los Angeles, non superando la fase a gironi.

### Allenatore e dirigente
Lasciato il calcio giocato è divenuto allenatore, guidando il Dynamo Douala e il Port FC, ottenendo con i secondi oltre la promozione nella massima serie camerunese anche l'accesso alla finale della Coppa del Camerun nel 1997, persa contro l'Union Douala.
Diviene presidente della Dynamo Douala nel novembre 2016. Nel settembre 2022 viene accusato di aver sottratto alla Dynamo sette milioni di Franchi CFA, accuse che però non avranno seguito, rimanendo comunque legato al club.

## Statistiche

### Cronologia presenze e reti in nazionale[4]
| Cronologia completa delle presenze e delle reti in nazionale ― Camerun | Cronologia completa delle presenze e delle reti in nazionale ― Camerun | Cronologia completa delle presenze e delle reti in nazionale ― Camerun | Cronologia completa delle presenze e delle reti in nazionale ― Camerun | Cronologia completa delle presenze e delle reti in nazionale ― Camerun | Cronologia completa delle presenze e delle reti in nazionale ― Camerun | Cronologia completa delle presenze e delle reti in nazionale ― Camerun | Cronologia completa delle presenze e delle reti in nazionale ― Camerun |
| Data                                                                   | Città                                                                  | In casa                                                                | Risultato                                                              | Ospiti                                                                 | Competizione                                                           | Reti                                                                   | Note                                                                   |
| ---------------------------------------------------------------------- | ---------------------------------------------------------------------- | ---------------------------------------------------------------------- | ---------------------------------------------------------------------- | ---------------------------------------------------------------------- | ---------------------------------------------------------------------- | ---------------------------------------------------------------------- | ---------------------------------------------------------------------- |
| 10-3-1984                                                              | Abidjan                                                                | Costa d'Avorio                                                         | 0 – 2                                                                  | Camerun                                                                | Coppa d'Africa 1984 - 1º turno                                         | -                                                                      |                                                                        |
| 14-3-1984                                                              | Abidjan                                                                | Algeria                                                                | 0 – 0 dts (5 – 4 dtr)                                                  | Camerun                                                                | Coppa d'Africa 1984 - semifinale                                       | -                                                                      |                                                                        |
| 18-3-1984                                                              | Abidjan                                                                | Nigeria                                                                | 1 – 3                                                                  | Camerun                                                                | Coppa d'Africa 1984 - finale                                           | -                                                                      |                                                                        |
| 8-3-1984                                                               | Alessandria d'Egitto                                                   | Zambia                                                                 | 2 – 3                                                                  | Camerun                                                                | Coppa d'Africa 1986 - 1º turno                                         | -                                                                      |                                                                        |
| 11-3-1984                                                              | Alessandria d'Egitto                                                   | Marocco                                                                | 1 – 1                                                                  | Camerun                                                                | Coppa d'Africa 1986 - 1º turno                                         | -                                                                      |                                                                        |
| 14-3-1984                                                              | Alessandria d'Egitto                                                   | Algeria                                                                | 2 – 3                                                                  | Camerun                                                                | Coppa d'Africa 1986 - 1º turno                                         | -                                                                      |                                                                        |
| 17-3-1984                                                              | Alessandria d'Egitto                                                   | Costa d'Avorio                                                         | 0 – 1                                                                  | Camerun                                                                | Coppa d'Africa 1986 - semifinale                                       | -                                                                      |                                                                        |
| 21-3-1984                                                              | Il Cairo                                                               | Egitto                                                                 | 0 – 0 dts (5 – 4 dtr)                                                  | Camerun                                                                | Coppa d'Africa 1986 - finale                                           | -                                                                      |                                                                        |
| Totale                                                                 |                                                                        | Presenze                                                               | 8+                                                                     |                                                                        | Reti                                                                   | 0+                                                                     |                                                                        |

## Palmarès

### Club

#### Competizioni nazionali
- Coppa del Camerun: 1

Union Douala: 1985

#### Competizioni internazionali
- Coppa delle Coppe d'Africa: 1

Union Douala: 1981

### Nazionale
- Coppa d'Africa: 1

Costa d'Avorio 1984